# Кінна статуя Фрідріха Великого

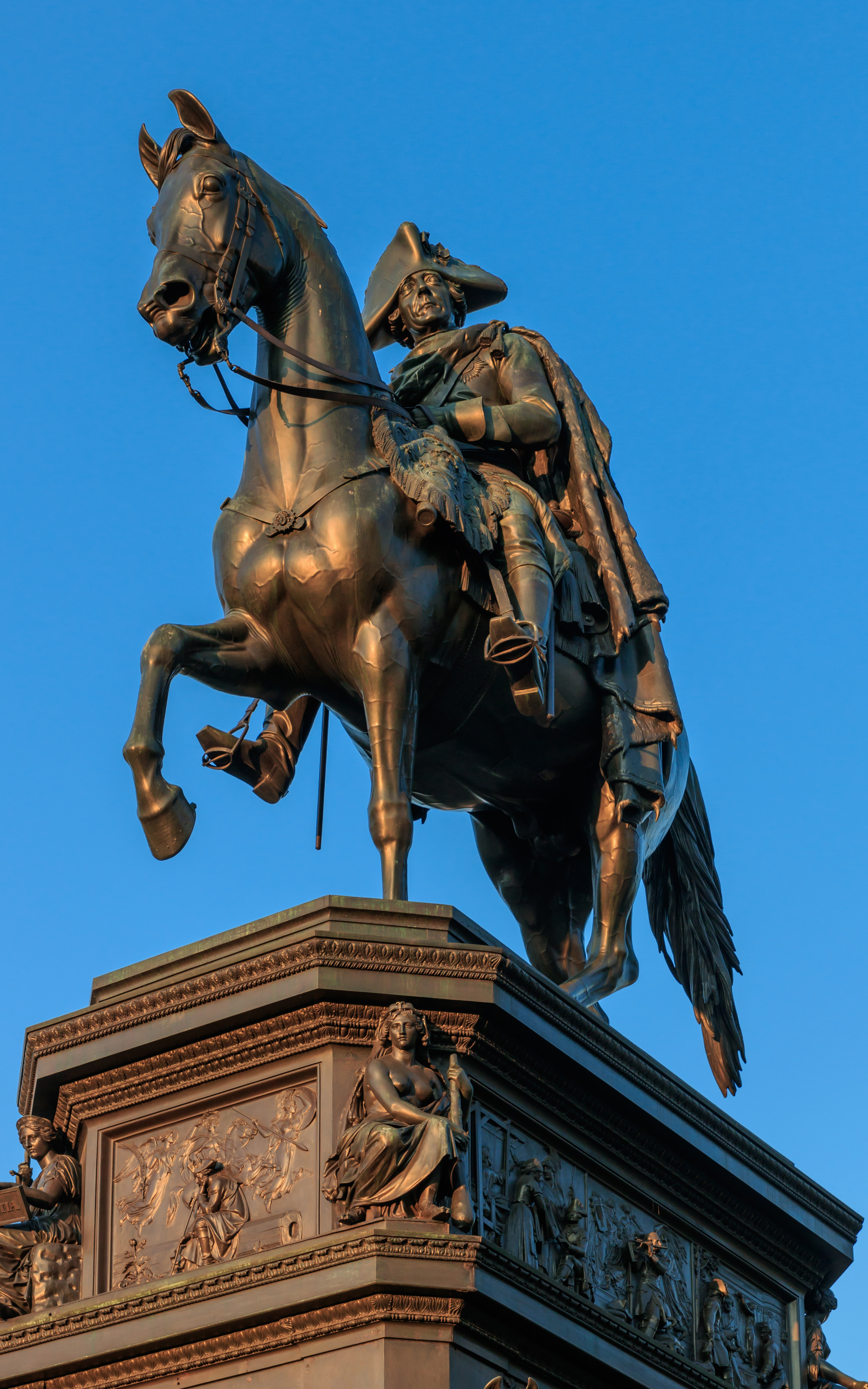
«Старий Фріц»

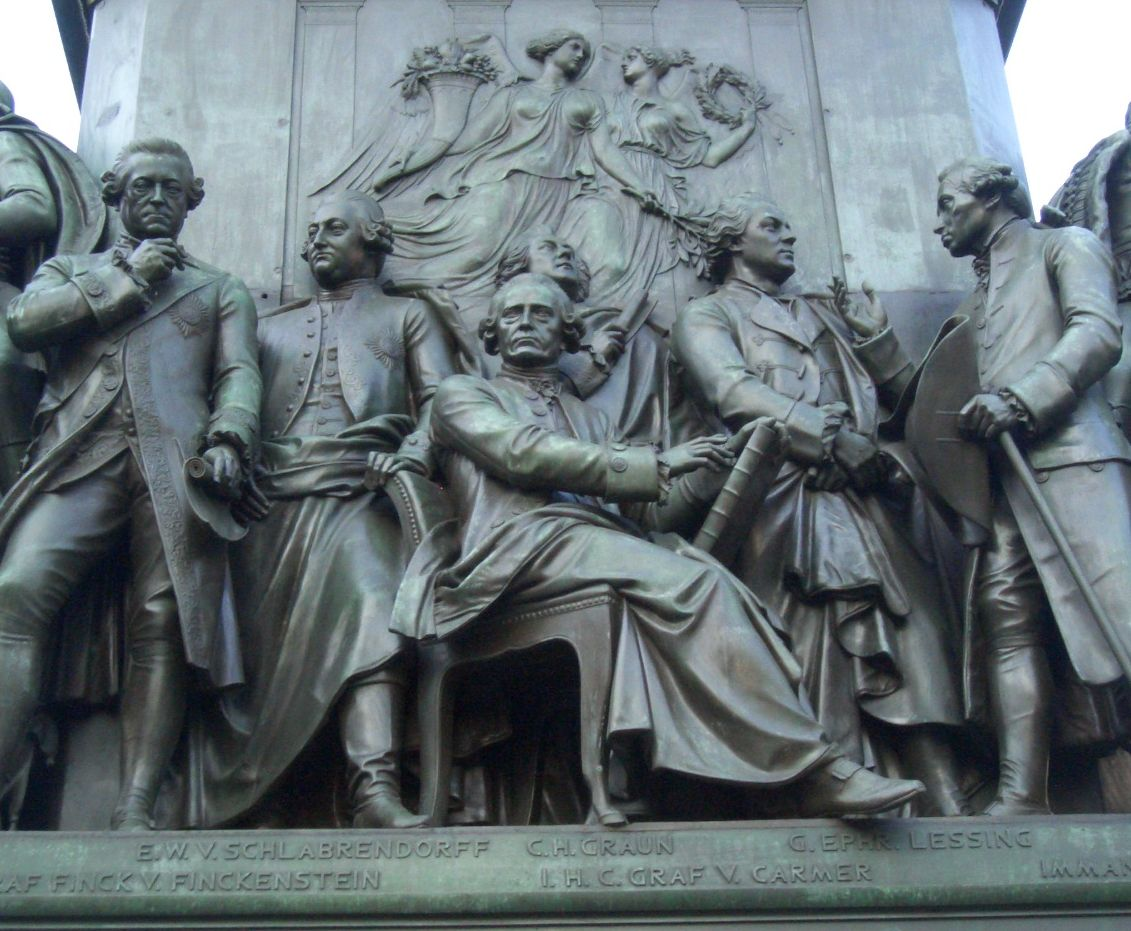
У ар'єргарді: Фінкенштейн, Кармер, Граун, Лессінг і Кант

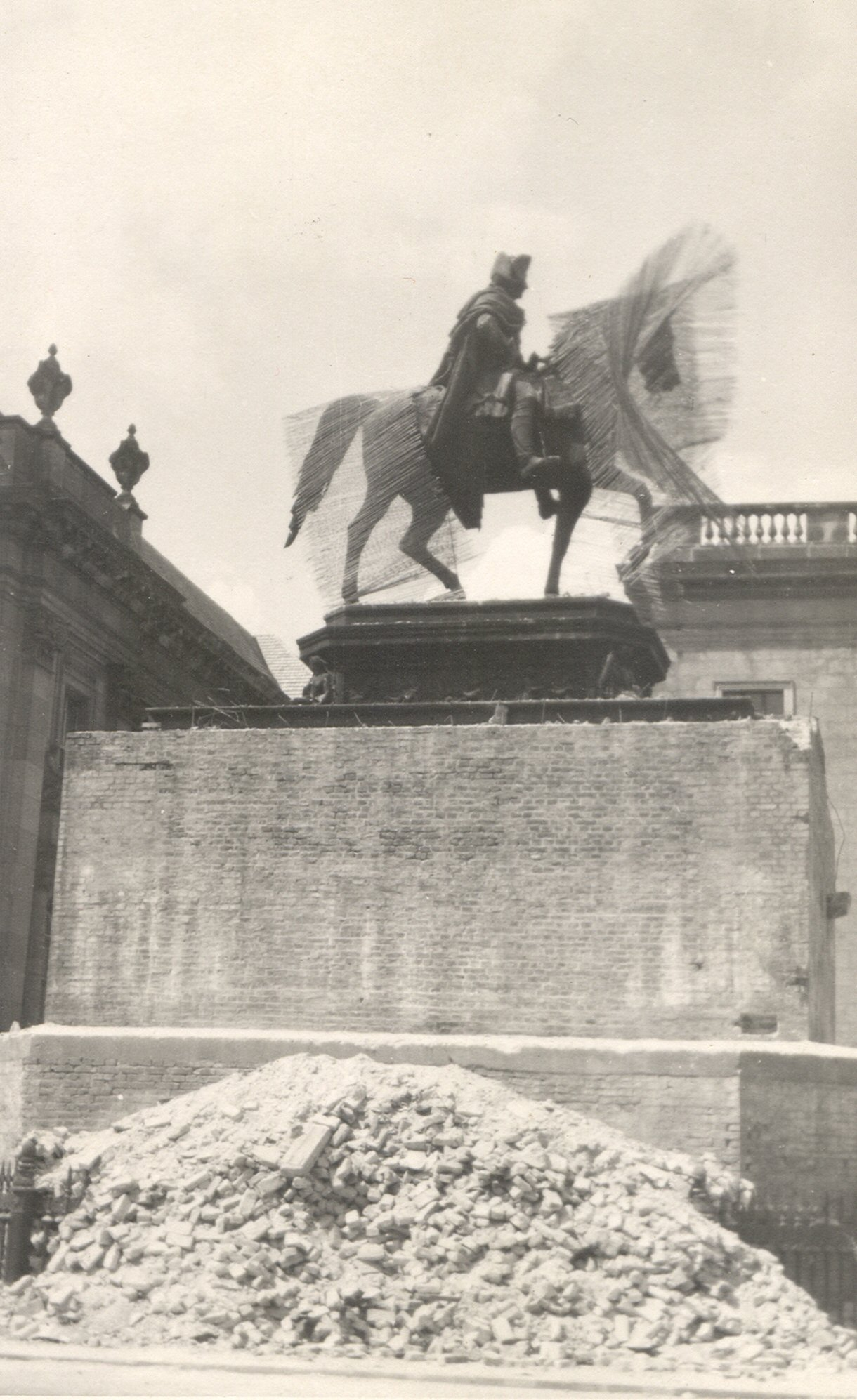
Демонтаж захисного кожуха. Травень 1950

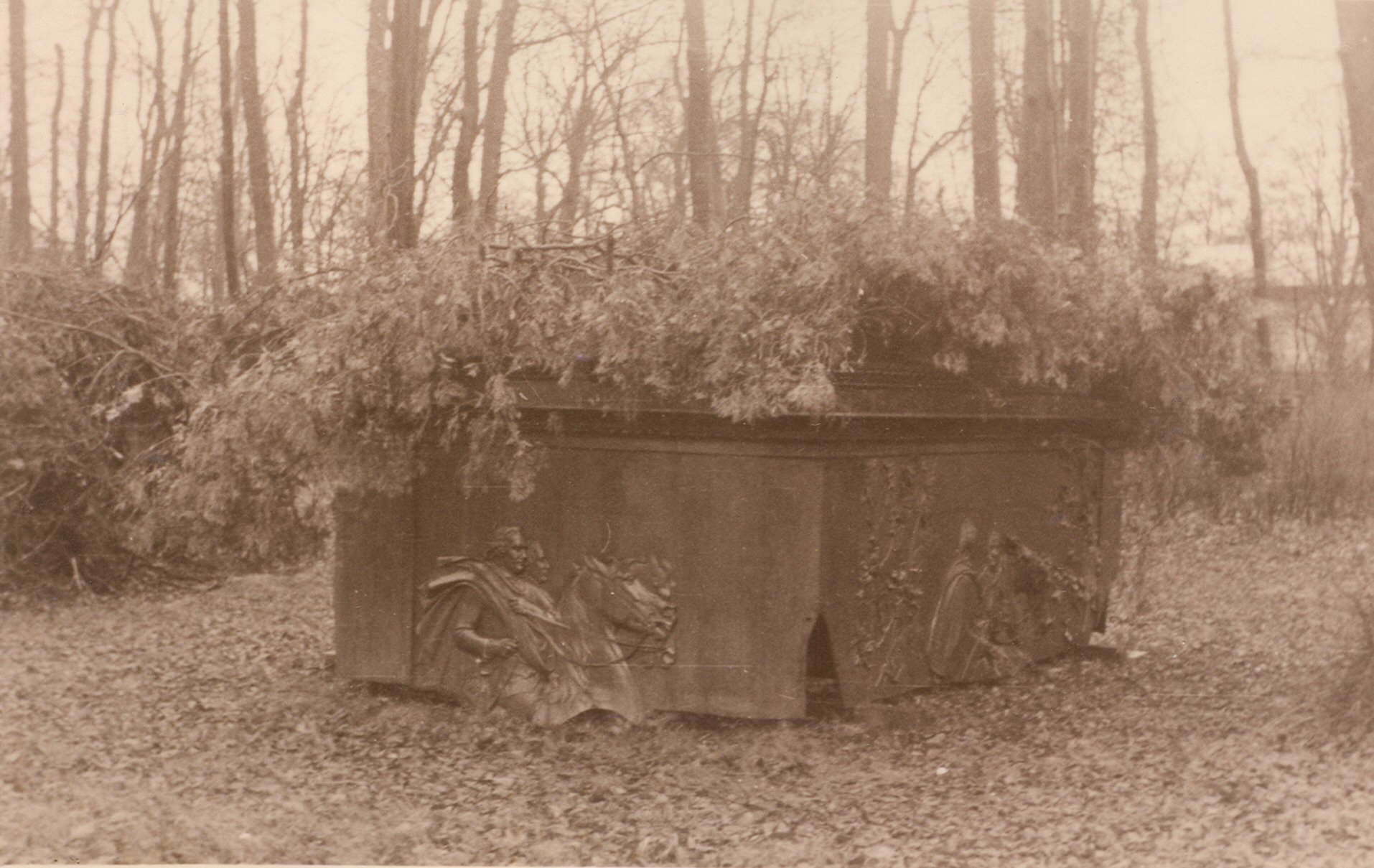
Деталь постаменту, укрита в парку Сан-Сусі

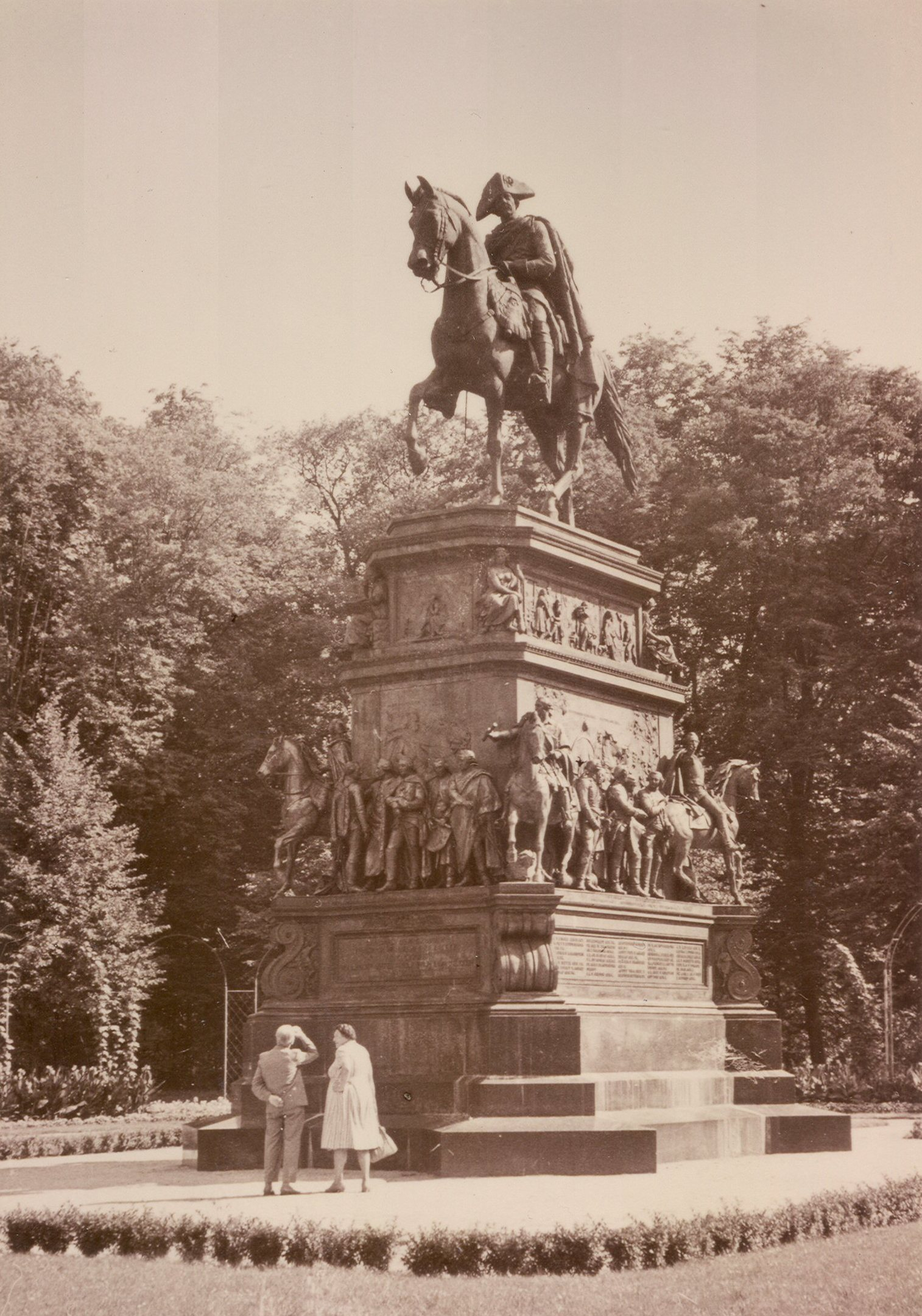
Фрідріх Великий на гіпподромі в Сан-Сусі

Кінна статуя Фрідріха Великого (нім. Reiterstandbild Friedrichs des Großen) — монументальна скульптура короля Пруссії Фрідріха II верхи на коні, встановлена на розділовій смузі бульвару Унтер-ден-Лінден поруч зі Старим палацом у центрі Берліна. Головна праця скульптора Крістіана Данієля Рауха, один з найвидатніших творів скульптури XIX століття, який ознаменував перехід до реалізму. У берлінців пам'ятник носить іронічне прізвисько «Старий Фріц».

## Опис
Загальна висота пам'ятника знаменитому королю Пруссії на Унтер-ден-Лінден становить 13,5 м. Скульптура встановлена на прямокутному постаменті розміром майже 7 на 9 метрів в основі, котрий складається з двох частин. Цоколь постаменту виконаний з граніту, бронзовий постамент налічує три яруси, розділені між собою консольними карнизами. Найнижчий ярус відведений під написи, два верхніх яруси мають багате скульптурне оформлення. Середній ярус бронзового постаменту, значно менший за розміром, ніж нижчий, дозволив розмістити майже повністю відділені від тла горельефні зображення, над головами яких розміщені менш випуклі барельєфи. Верхній ярус бронзового постаменту також прикрашений плоскими барельєфами. Кути постаменту на всіх ярусах оформлені волютами або скульптурами. Кінна статуя короля має висоту 5,5 метрів. Фрідріх II прямо сидить на улюбленому коні Конде, який статечно крокує. Права рука Фрідріха з тростю впирається йому в бік, відпущені поводи король тримає лівою рукою. Король одягнений у військову форму, яка точно відповідає до історичній епосі та частково прихована вільно накинутою на плечі шинеллю, на голові у монарха треуголка.
Скульптурне оздоблення постаменту присвячено двум темам: на верхньому фризі зображені сцени з життя короля Фрідріха II, а на двох нижніх увічнені видатні сучасники Фрідріха II. У нижній частині постаменту з лицьового боку розміщена посвята «Фрідріху Великому / Фрідріх Вільгельм III / 1840 / Завершений при Фрідріхові Вільгельмі IV 1851», а з боків і з тильної сторони перераховані імена близько семи десятків видатних особистостей з оточення Фрідріха Великого. Чотири вершники по кутах зображують принца Генріха Прусського і герцога Фердинанда Брауншвейзького, а за ними генерала і гусарського командира Ганса Йоахіма фон Цитена і генерала кавалерії Фрідріха Вільгельма фон Зейдлиц-Курбаха. Це видатні воєначальники Сілезьких війн, як і образи на рельєфах між ними з трьох сторін постаменту. З тильного боку місце відведено політикам, вченим і діячам мистецтва, наприклад, Іммануілу Канту і Готхольду Ефраїму Лессінгу. Загалом на цьому ярусі постаменту зображено 74 людини, 21 з них — в скульптурах в натуральну величину.
Урочиста церемонія відкриття пам'ятника Фрідріху Великому відбулася 31 травня 1851 року з нагоди 111-річчя від дня його сходження на трон, пройшло вже майже 65 років з дня смерті короля Фрідріха. Всі ці роки над проєктами пам'ятника прусського монарха працювали багато видатних скульпторів, про що свідчить близько сотні ескізів та макетів.

## Історія
Фрідріх не бажав бачити пам'ятників собі за життя. Перші проєкти пам'ятника, створені незабаром після його смерті в 1786 році, зазнали невдачі через розбіжності в питанні одягу фігури монарха на пам'ятнику. На проєктах пам'ятника 1791 року за бажанням Фрідріха-Вільгельма II його царствений дядько поставав в античному вбранні за зразком кінного монументу Марку Аврелію. Попри це, більшість населення й армія бажали бачити короля на пам'ятнику таким, яким вони його пам'ятали: у військовій формі й треуголці.
Йоганн Готфрід Шадов, який вивчав технології лиття за кордоном (в Копенгагені, Стокгольмі і Петербурзі), представив в 1796 році кілька проєктів, в тому числі і в сучасному одязі, яку вважав за краще Фрідріх Великий, але король і Академія залишилися незадоволені. Фрідріх Вільгельм II став схилятися до архітектурного вирішення меморіалу Фрідріху Великому, але помер, так і не визначившись. Його наступник Фрідріх Вільгельм III відклав вирішення питання про пам'ятник Фрідріху Великому в довгий ящик без уваги до цієї теми в період наполеонівських війн. Більший інтерес проявляв кронпринц, майбутній король Фрідріх Вільгельм IV, відомий покровитель мистецтв. Інтенсивна робота над проєктами пам'ятника Фрідріху Великому відновилася після 1829 року підготовчі роботи були доручені учневі Шадова Крістіану Даніелю Раух, вже підготовлений і лідерував проєкт за зразком колони Траяна був знову відхилений. Зрештою 29 лютого 1836 року Раух отримав офіційне замовлення на пам'ятник. Відомо вислів Шадова з цього приводу: «Моя слава розтанула в імлі».
Макет монументальної кінної статуї на багато прикрашеному постаменті, де правитель постає звичайною людиною в впізнавальній військовій формі, був затверджений спеціально створеною для цього урядовою комісією. Вона ж визначила коло сучасників, гідних бути увічненими в алегоричних фігурах на постаменті. Перший камінь у фундамент пам'ятника був закладено 1 червня 1840 року, в 100-ту річницю сходження Фрідріха II на престол.
Над створенням макетів разом з Раухом працювали Альберт Вольф, Густав Герман Блезер, Едуард Юліус Гебхард, Гуго Гаген, Карл Вольгаст, Крістіан Генш, Адольф Бройнліх, Бернгард Афінгер, Юліус Франц і Рудольф Піль. Відливати бронзові фігури в найбільш сучасній та ефективній техніці литва в піщаних формах Раух не довірив нікому. Оцінивши кілька пробних робіт, виконаних під його керівництвом в художній майстерні в Лауххаммере, Раух викликав місцевого гравера і ливарника Карла Людвіга Фрібель до себе в Берлін. Фрібель отримав в своє розпорядження наявну майстерню, а за погодженням зі скульптором облаштував додаткові майстерні для роботи над макетами. До початку 1851 року всі елементи, другорядні скульптури і барельєфи були готові, їх виставили на огляд ще до збірки. 31 травня 1851 року відбулася урочиста церемонія відкриття змонтованого пам'ятника. Його розміри вказані в документі того часу: загальна висота 43 фути, з них висота кінної статуї становила 18 футів.
У Друга світова війна пам'ятник переховували від бомбардувань кам'яним кожухом, пам'ятник пережив війну без пошкоджень. У повоєнні роки на масивному кожусі розклеювали політичні плакати. Після поділу Берліна керівник музейного відомства в магістраті Східного Берліна заявив 1 жовтня 1949 року: «Кінного короля треба прибрати, […] він направляється на схід». Після планомірного знесення Міського палацу, знищення національного пам'ятника кайзеру Вільгельму і демонтажу створених знову ж Раухом статуй генералів Бюлова і Шарнхорста у Нойє Ваху магістрат в травні 1950 року ухвалив рішення про перенесення кінної статуї Фрідріха Великого в парк Сан-Сусі. У травні 1950 року почалися роботи з демонтажу захисного кожуха, що привернуло злодіїв, які спеціалізувалися на кольорових металах, і призвело до значних втрат. 13 липня пам'ятник був знятий з цоколя і по частинах перевезений в Потсдам. Там на солом'яному покритті під навісом розібраний пам'ятник визначили на зберігання на обгородженому складі берлінської будівельної компанії Stuck und Naturstein навпроти Нового палацу. За збереження елементів пам'ятника і скритність його зберігання відповідав перевірений працівник. Через десять років цей самий співробітник запросив в міністерстві культури НДР дозвіл на відправку пам'ятника вже нарешті на переплавку і навіть заздалегідь замовив для цього трейлер. Міністр культури Ганс Бентцін, до цього навіть не мав уявлення про місце знаходження бронзової статуї, з'ясував, що перший секретар берлінського окружного правління СЄПН і член Політбюро ЦК СЄПН Пауль Фернер вирішив знищити цей символ «реакційної політики», щоб він не заважав уряду облаштувати території на Унтер-ден-Лінден на свій смак. Бентцін, вчитель за освітою, історик і політик високого рівня, за допомогою декількох однодумців зумів офіційними засобами запобігти переплавку пам'ятника, проте доповів про виконання, представивши документ про утилізацію пам'ятника. В інтерв'ю з цього приводу він пізніше розповідав про цю операцію: короля в присутності поліцейських посадили в причіп, Еберхард Бартків, керівник художнього відділу в міністерстві культури НДР, сидів в кабіні водія, потім вантажівка дощової ночі зробила коло по Потсдаму, а потім пам'ятник вивантажили в іншому місці в парку. Присвячений в план порятунку пам'ятника генеральний директор державних палаців і садів Сан-Сусі доручив місцевим садівнику ретельно замаскувати деталі пам'ятника на новому місці. Лише в 1962 році без будь-якого освітлення в засобах масової інформації пам'ятник Фрідріху II нарешті вдалося зібрати на новому місці на гіпподромі парку Шарлоттенхоф, як то і планувалося в 1950 році.
У 1979 році в НДР опублікували біографію короля Фрідріха II Інгрід Міттенцвай, яка викликала інтерес громадськості до місцевої історії і спонукала переглянути ставлення до неї в НДР. Облаштування Унтер-ден-Лінден в Східному Берліні просувалося недостатніми темпами, потрібно дати гідну відповідь Західному Берліну, який активно готувався відзначати 750-річчя міста в 1987 році. У цих умовах в 1980 році генеральний секретар ЦК СЄПН і голова Державної ради НДР Еріх Хонеккер особисто розпорядився відновити кінний пам'ятник Фрідріху II на колишньому місці. Відділ з особливих доручень під керівництвом архітектора міста Ергардта Гіске за сприяння будівельної дирекції державних палаців і садів Сан-Сусі організували повернення пам'ятника на Унтер-ден-Лінден після попередньої реставрації. Кінну статую Фрідріха Великого в цілості й схоронності встановили 30 листопада 1980 року в шести метрах на схід від його початкового місця. Привернувши загальну увагу установка пам'ятника була оформлена «закритим державним актом» з поясненнями голови Державної ради НДР Еріха Хонеккера і провідних фахівців наукових установ при ЦК СЄПН.
Капітальна реставрація монумента була проведена за рішенням Сенату Берліна в 2001 році. Пам'ятник був демонтований і належним чином відремонтований в майстернях під наглядом відповідного відомства з охорони пам'яток культури. Був оновлений опорний фундамент, виготовлені нові канделябри і декоративна решітка. Через п'ять років пам'ятника потрібна капітальна чистка, після якої на нього було завдано захисний шар воску проти графіті.
1. 1 2 3 4  Bildhauerei in Berlin — 2004.